# بيرت سكريفن
بيرت سكريفن (بالإنجليزية: Bert Scriven)‏ (2 فبراير 1908 في المملكة المتحدة - 2001) هو لاعب كرة قدم بريطاني (وحمل سابقاً جنسية المملكة المتحدة لبريطانيا العظمى وأيرلندا) في مركز حراسة المرمى. لعب مع نادي ساوثهامبتون وSalisbury City F.C. (1905) ‏ وA.F.C. Totton ‏ ونادي أندوفر ‏.